# Dasyhelea skierskae
Dasyhelea skierskae är en tvåvingeart som beskrevs av Ryszard Szadziewski 1985. Dasyhelea skierskae ingår i släktet Dasyhelea och familjen svidknott.
Artens utbredningsområde är Algeriet. Inga underarter finns listade i Catalogue of Life.